# Oebisfelde-Weferlingen
Oebisfelde-Weferlingen település Németországban, azon belül Szász-Anhalt tartományban. Lakosainak száma 13 479 fő (2023. december 31.). Oebisfelde-Weferlingen Brome, Parsau és Rühen községekkel határos.

## Népesség
A település népességének változása:
| Lakosok száma | 13 714 | 13 795 | 13 701 | 13 544 | 13 566 | 13 479 |
|               | 2014   | 2017   | 2019   | 2021   | 2022   | 2023   |